# Dani Alves
Daniel „Dani“ Alves da Silva (* 6. Mai 1983 in Juazeiro) ist ein ehemaliger brasilianischer Fußballspieler. Er spielte vorwiegend auf der rechten Seite der Abwehr oder des Mittelfelds. Der langjährige brasilianische Nationalspieler stand zuletzt bei den UNAM Pumas unter Vertrag. Mit 46 gewonnenen Titeln in seiner Profikarriere – insbesondere von 2008 bis 2016 beim FC Barcelona, mit dem er drei Mal Champions-League-Sieger und sechs Mal spanischer Meister wurde – ist Alves einer der erfolgreichsten Fußballspieler.

## Karriere

### Verein

#### Anfänge und Wechsel nach Sevilla

Alves beim FC Sevilla

Dani Alves begann seine professionelle Karriere 2001 beim EC Bahia, für den er mit 18 Jahren in der ersten Mannschaft debütierte. Zur Saison 2002/03 lieh man ihn für ein halbes Jahr an den FC Sevilla aus. Danach nahm er an der Juniorenfußballweltmeisterschaft 2003 teil, die er mit Brasilien gewann und bei der er zum drittbesten Spieler des Turniers gewählt wurde. Anschließend nahm ihn der FC Sevilla für eine Million Euro Ablöse fest unter Vertrag. In seinen ersten beiden Jahren bei seinem neuen Verein lief er vorwiegend als rechter Mittelfeldspieler auf, da er unter anderem noch im Schatten des aufstrebenden Sergio Ramos stand. Doch in der Saison 2005/06 kam Alves’ Durchbruch mit dem Gewinn des UEFA-Pokals, wo er zum besten Spieler des Turniers gewählt wurde. Nicht unerwartet interessierte sich daher der FC Liverpool für ihn, doch die Anfragen wurden abgelehnt. Im Dezember 2006 verlängerte Alves seinen Vertrag bis 2012.
Auch die folgende Saison 2006/07 bestritt Dani Alves erfolgreich; er wurde Dritter in der Liga und gewann erneut den UEFA-Pokal. Im Sommer 2007 wurde er spanischer Staatsbürger, womit er beim FC Sevilla einen Platz für einen weiteren Nicht-EU-Spieler freimachte. Im August 2007 erklärte Alves gegenüber der spanischen Zeitschrift Marca, dass er Sevilla gern verlassen würde, um zu einem großen Klub zu wechseln und dass er ein Angebot des FC Chelsea nicht ablehnen könne. Der FC Sevilla lehnte allerdings die drei Angebote des FC Chelsea (der bis zu 40 Millionen Euro bot) mit der Begründung ab, dass die Gebote zu niedrig seien. Da Sevillas Präsident del Nido dabei sei, Alves’ Lebenstraum zu zerstören, kam es zu einem Wortgefecht zwischen Alves und del Nido.
Die Saison 2007/08 begann für Alves aufgrund von Formschwankungen weniger gut, und er erreichte erst am Ende der Saison wieder seine Topform und half mit, sein Team ins Champions-League-Achtelfinale zu führen und zumindest noch einen UEFA-Pokal-Platz in der Liga zu belegen.

#### Titelsammler beim FC Barcelona

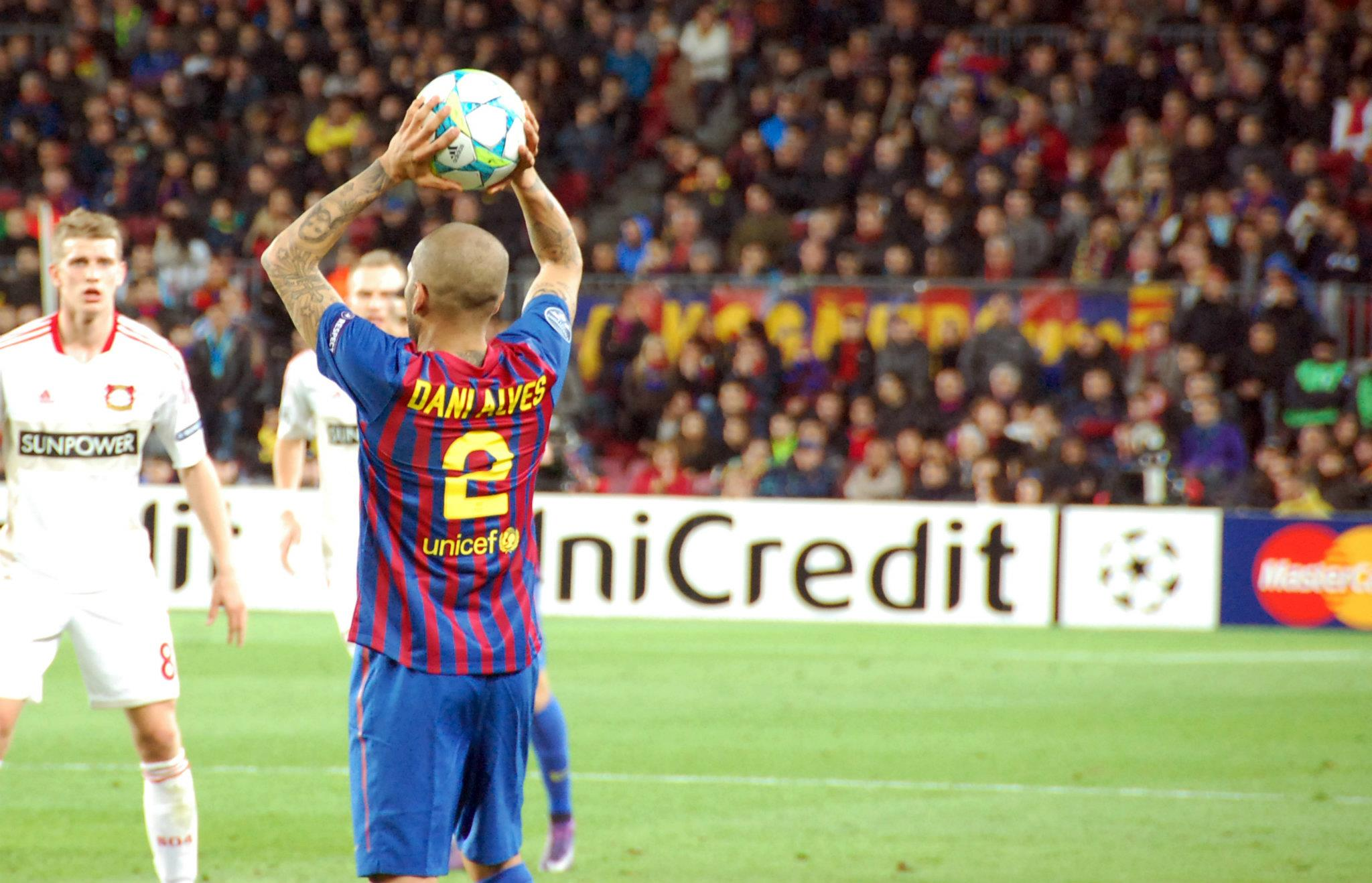
Dani Alves (2012)

Am 2. Juli 2008 verließ Dani Alves den FC Sevilla in Richtung FC Barcelona. Unter Tränen sagte er, dass er immer wieder für Sevilla spielen würde. Die Ablösesumme betrug 29 Millionen Euro und konnte sich, abhängig von seinen Leistungen, auf bis zu 35,5 Millionen Euro erhöhen. Er unterschrieb bei Barça einen Vierjahresvertrag. Alves sicherte sich in seiner ersten Saison bei Barça einen Stammplatz und gewann mit dem Verein das Triple. In seiner ersten Saison bei den Katalanen absolvierte er 54 Pflichtspiele, in denen er insgesamt fünf Tore erzielte und 14 Vorlagen gab – für einen Verteidiger ungewöhnlich hohe Werte. Beim Sieg im Champions-League-Finale gegen Manchester United konnte Alves aufgrund einer Gelbsperre nicht mitwirken.
Während der Saison 2009/10 gewann der in dieser Saison unumstrittene Stammspieler die Klub-Weltmeisterschaft, den spanischen Superpokal und den UEFA-Superpokal; noch nie gelang es einer Mannschaft, alle sechs Pokale in einem Jahr zu gewinnen. Am Ende der Saison verteidigte er mit den Katalanen erfolgreich die spanische Meisterschaft.
In der Saison 2010/11 war er der am häufigsten eingesetzte Spieler seiner Mannschaft. Mit Barça gewann der Brasilianer am Ende dieser Spielzeit die Primera División und die Champions League. Im März 2011 verlängerte Alves seinen Vertrag bei Barcelona bis 2015.
Zur Saison 2013/14 übernahm Alves die Rückennummer 22 von seinem zeitweise erkrankten Freund Éric Abidal, der zum AS Monaco wechselte, nachdem sein Vertrag nicht verlängert worden war. Internationale Anerkennung erhielt Daniel Alves, als er im Ligaspiel gegen den FC Villarreal eine Banane aß, die Sekunden vorher aus rassistischen Motiven in seine Richtung geworfen wurde. Später stellte sich jedoch heraus, dass es sich um eine geplante PR-Aktion gehandelt hatte.

#### Juventus Turin
Zur Saison 2016/17 wechselte Dani Alves in die italienische Serie A zu Juventus Turin. Er erhielt einen Zweijahresvertrag bis zum 30. Juni 2018 mit einer Option auf eine weitere Spielzeit. Sein erstes Pflichtspiel für Juve bestritt Alves am 6. August 2016 in einem Freundschaftsspiel gegen West Ham United. In der Serie A gab Alves am 20. August 2016, dem ersten Spieltag der Saison 2016/17, sein Debüt im Heimspiel AC Florenz. Im Ligabetrieb gelang Alves auch sein erstes Tor für Juve. Am fünften Spieltag, dem 21. September 2016, im Heimspiel gegen Cagliari Calcio traf er nach Vorlage von Miralem Pjanić in der 39. Minute zum zwischenzeitlichem 4:0 (Endstand-4:0). Am 14. September 2016 trat Alves mit Juve erstmals in einem Pflichtspiel auf internationaler Klubebene an. Im ersten Spiel der Gruppenphase der UEFA Champions League 2016/17, traf der Klub am 14. September 2016 auf den FC Sevilla. Knapp zwei Wochen später am 27. September erzielte Alves das erste Tor in dem Wettbewerb. Im Auswärtsspiel gegen Dinamo Zagreb traf er in der 85. Minute zum 4:0-Endstand. Im Ligaspiel gegen CFC Genua am 27. November 2016 erlitt Alves einen Wadenbeinbruch, durch welchen er mehrere Monate ausfiel. Anfang Februar 2017 stand Alves das erste Mal wieder für Juve auf dem Platz. Im Heimspiel in der Liga gegen Inter Mailand wurde er in der 80. Minute für Stephan Lichtsteiner eingewechselt. Mit Juve erreichte Alves das UEFA-Champions-League-Finale 2017, in dem der Klub gegen Real Madrid mit 1:4 verlor.
Nachdem er mit Juve die Meisterschaft und den Pokal gewonnen hatte, verkündete er am 27. Juni 2017 die Auflösung dieses Vertrages.

#### Paris Saint-Germain
Zur Saison 2017/18 wechselte Alves in die französische Ligue 1 zu Paris Saint-Germain. Er unterschrieb einen Vertrag bis zum 30. Juni 2019. Sein Debüt für PSG gab Alves beim International Champions Cup 2017 in Detroit beim Spiel am 20. Juli 2017 gegen den AS Rom. Gleich das erste Pflichtspiel für PSG führte auch zu seinem ersten Tor für den Klub sowie dem ersten Titel. Im französischen Supercup am 29. Juli 2017 gegen den AS Monaco in Monaco, stand er in der Startelf und erzielte in der 51. Minute das Tor zum 1:1-Ausgleich. Außerdem gab er die Vorlage zum 1:2-Endstand durch Adrien Rabiot. Seinen Einstand in der Ligue 1 gab Alves am 5. August 2017 gegen den Aufsteiger SC Amiens. Am 18. März 2018, dem 30. Spieltag der Saison erzielte er sein erstes Ligator. Im Treffen bei OGC Nizza erzielte Alves in der 82. Minute nach Vorlage von Adrien Rabiot das letzte Tor der Partie zum 2:1. Zur Saison 2018/19 änderte Alves seine Trikotnummer von 32 auf 13. Er begründete diesen zu Ehren des brasilianischen Weltmeisters Mário Zagallo zu tun. Nachdem er in seinen beiden Jahren bei PSG sechs Titel gewinnen konnte, bestätige Dani Alves Ende Juni 2019, dass er seinen auslaufenden Vertrag bei PSG nicht verlängern wird.

#### Rückkehr nach Brasilien
Anfang August 2019 wurde bekannt, dass Dani Alves in seine Heimat zurückkehrt. Er unterzeichnete einen Kontrakt beim Série-A-Klub FC São Paulo. Alves erhielt dort die Rückennummer 10. Sein Debüt gab Alves in der Série A am 18. August 2019, dem 15. Spieltag der Saison. Er stand im Heimspiel gegen Ceará in der Startelf und erzielte noch in der ersten Halbzeit mit seinem ersten Tor für den neuen Verein den Siegtreffer. Im September 2021 nahm Alves mit der Nationalmannschaft an Qualifikationsspielen zur Fußball-Weltmeisterschaft 2022 teil. Nach seiner Rückkehr nahm er am 10. September nicht am Training seines Klubs teil. Er begründete dies mit ausstehenden Zahlungen von São Paulo. Laut Medienberichten sollte es sich um Außenstände in Höhe von ca. 11 Millionen Real handeln. São Paulo teilte daraufhin mit, dass Alves nicht mehr für den Klub spielen würde.

#### Rückkehr nach Barcelona
Kurz nachdem Xavi, mit dem Alves von 2008 bis 2015 zusammengespielt hatte, als neuer Cheftrainer des FC Barcelona verpflichtet worden war, kehrte der 38-Jährige Mitte November 2021 zu Barça zurück und unterschrieb einen Vertrag bis zum Ende der Saison 2021/22. Er war erst mit der Öffnung des Winter-Transferfensters am 3. Januar 2022 in Pflichtspielen spielberechtigt, stieg jedoch sofort in das Mannschaftstraining ein. Mitte Dezember 2021 gab Dani Alves bei einem Testspiel gegen die Boca Juniors sein Comeback für den FC Barcelona. Für die Finalrunde der Europa League wurde er nicht nominiert, da der Verein die Kaderliste nur um 3 Neuzugänge erweitern durfte und sich für Pierre-Emerick Aubameyang, Ferran Torres sowie Adama Traoré entschied. Alves kam in der Liga 14-mal zum Einsatz, stand 13-mal in der Startelf und erzielte ein Tor. Damit half er seinem Verein, sich auf dem 2. Platz für die Champions League zu qualifizieren. Anschließend verließ er den Verein mit seinem Vertragsende wieder.

#### UNAM Pumas
Ende Juli 2022 schloss sich der 39-Jährige in der mexikanischen Liga MX den UNAM Pumas an. Der Vertrag jedoch wurde am 20. Januar 2023 aufgelöst, da Alves in Barcelona wegen des Verdachts der sexuellen Nötigung festgenommen wurde.

### Nationalmannschaft

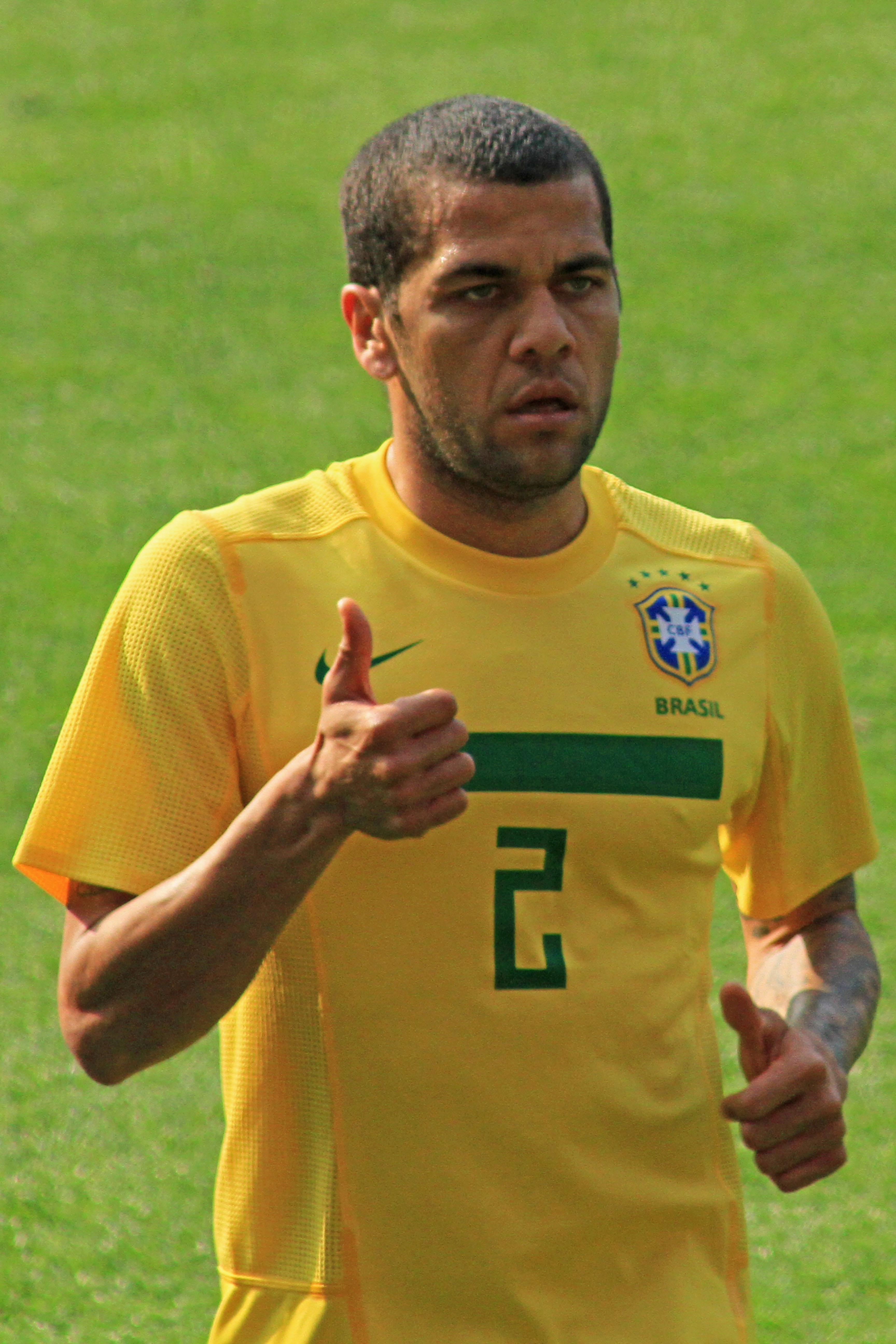
Dani Alves (2011)

Am 7. Oktober 2006 gab Alves beim inoffiziellen Länderspiel gegen al Kuwait SC sein Debüt in der brasilianischen Nationalmannschaft. Sein erstes offizielles Länderspiel bestritt er am 10. Oktober 2006 gegen Ecuador. Mit ihr konnte er 2007 die Copa América gewinnen. Im Finale gegen Argentinien erzielte Alves das Tor zum 3:0-Endstand; einen Treffer bereitete er vor.
Beim Sieg im Konföderationen-Pokal 2009 erzielte er im Halbfinale gegen den Gastgeber Südafrika das entscheidende Tor zum Einzug ins Finale. Alves wurde erst in der 82. Spielminute eingewechselt und erzielte das Tor in der 88. Spielminute mit einem Freistoß aus 18 Metern Distanz. Im Mai 2010 wurde er von Nationaltrainer Carlos Dunga in das Aufgebot für die WM in Südafrika berufen. Von seinem angestammten Platz als rechter Außenverteidiger wurde er jedoch im Vorfeld des Turniers von Maicon verdrängt, der darauf keine Minute seiner Mannschaft verpasste. Alves kam zwar in allen Partien zum Einsatz, wurde aber in den ersten beiden Gruppenspielen nur eingewechselt. Ab der Partie gegen Portugal wurde er von Trainer Carlos Dunga als rechter defensiver Mittelfeldspieler eingesetzt. Die brasilianische Mannschaft schied im Viertelfinale gegen die Niederlande aus. Am 14. August 2013 war er an der ersten Niederlage der Nationalmannschaft Brasiliens gegen die Nationalmannschaft der Schweiz beteiligt, als er beim Freundschaftsspiel in Basel in der 48. Minute ein Eigentor zum 0:1-Endstand markierte.
Am 8. Mai 2014 wurde er vom brasilianischen Nationaltrainer Luiz Felipe Scolari in den Kader der brasilianischen Fußballnationalmannschaft für die Weltmeisterschaft 2014 berufen. Bei diesem Turnier spielte er alle Vorrundenspiele und das Achtelfinale als rechter Außenverteidiger neben Thiago Silva. Erst ab dem Viertelfinale stellte Scolari wieder Maicon auf dieser Position auf. Am 15. November 2016 spielte Alves im WM-Qualifikationsspiel gegen die Auswahl von Peru zum 100. Mal für die Nationalmannschaft.
Für die Spiele zur Copa América 2019 wurde Alves von Nationaltrainer Tite zum Kapitän der Mannschaft ernannt. Er löste den bisherigen, Neymar, ab. Im Zuge des Titelgewinns durch die Mannschaft wurde Alves in allen sechs Spielen eingesetzt (ein Tor) und im Abschluss zum besten Spieler des Turniers gewählt. Im Anschluss kam er zu keinen Einsätzen im Kader mehr.
Im Juni 2021 wurde Alves in den Kader der Olympiaauswahl für das Fußballturnier der Olympischen Sommerspiele 2021 berufen. Am Ende des Turniers konnte die Auswahl die Mannschaft Spaniens im Finale mit 2:1 besiegen und Alves die Goldmedaille feiern.
Durch seinen Einsatz bei der Weltmeisterschaft 2022 in Katar ist er mit 39 Jahren und 210 Tagen der bis dato älteste Spieler, der ein WM-Spiel für Brasilien bestritt.

## Spielstil
Alves interpretierte die Rolle des Außenverteidigers sehr offensiv. Er stieß oft in die Hälfte des Gegners vor und beteiligte sich an Angriffen. Durch seine gute Schusstechnik war er außerdem in der Lage, sich durch Flanken und Weitschüsse hervorzutun. Er war als guter Freistoßschütze bekannt.

## Privates
Dani Alves hat mit seiner ehemaligen Ehefrau einen Sohn und eine Tochter. Den Namen seines Sohnes hat er sich auf die Brust tätowieren lassen.

## Prozess wegen Vergewaltigung, Freispruch in zweiter Instanz
Im Jahr 2023 wurde Dani Alves angeklagt, ein Sexualdelikt begangen zu haben. Zuvor hatte eine Frau Alves vorgeworfen, sie im Dezember 2022 in einem Nachtclub in Barcelona vergewaltigt zu haben. Gegen Alves wurde aufgrund einer angenommenen Fluchtgefahr im Januar 2023 Untersuchungshaft ohne Kaution verhängt. Hatte Alves zuerst angegeben, die Frau nicht zu kennen, revidierte er seine Aussage im Verlauf des Jahres. Er räumte eine sexuelle Beziehung mit der Person ein, die laut Alves jedoch einvernehmlich gewesen sein soll. Dass er den Geschlechtsverkehr in dem Nachtklub zunächst geleugnet habe, begründete er mit seiner Befürchtung, seine Frau werde ihn wegen seines Fremdgehens verlassen. In Folge der Ermittlungen trennte sich seine Ehefrau von ihm. Alves wurde im Verlauf des Jahres wegen „sexueller Übergriffe“ angeklagt. Die Anwältin der Frau erklärte, dass ihre Mandantin einen Deal von Beginn an abgelehnt habe: „Ich will kein Geld, ich will Gefängnis“, habe sie betont. Im Prozess forderte die Staatsanwaltschaft eine neunjährige Freiheitsstrafe sowie eine Zahlung in Höhe von 150.000 Euro an das mutmaßliche Opfer. Im Februar 2024 wurde er zu viereinhalb Jahren Haft verurteilt. Gegen das Urteil legte Alves sowie die Staatsanwaltschaft Rechtsmittel ein, die Staatsanwaltschaft weil sie das Urteil als zu milde empfand. Im März 2024 verließ Alves das Gefängnis, nachdem er eine Kaution in Höhe von einer Million Euro hinterlegt und seine Reisepässe abgegeben hatte. Ende März 2025 wurde Alves im Berufungsprozess frei gesprochen. Das Berufungsgericht kritisierte, dass die Annahme, der Sex sei nicht einvernehmlich gewesen, nur auf die Angaben der Frau gestützt hätten, dies sei jedoch nicht ausreichend, da ihre Aussagen nicht durch die Aufnahmen der Überwachungskameras gedeckt gewesen seien. Weiter kritisierte das Gericht, dass die Entscheidung der ersten Instanz „eine Reihe von Lücken, Ungenauigkeiten, Widersprüchen und Unstimmigkeiten“ enthalte. Die unterlegene Partei hat die Möglichkeit, das Urteil an die nächste Instanz zu ziehen.

## Erfolge
Durch den Gewinn der französischen Meisterschaft 2019, seinem 39. Titel, wurde Alves zum erfolgreichsten Fußball-Profi der Geschichte. Insgesamt hat er 46 Titel gewonnen.

### Nationalmannschaft

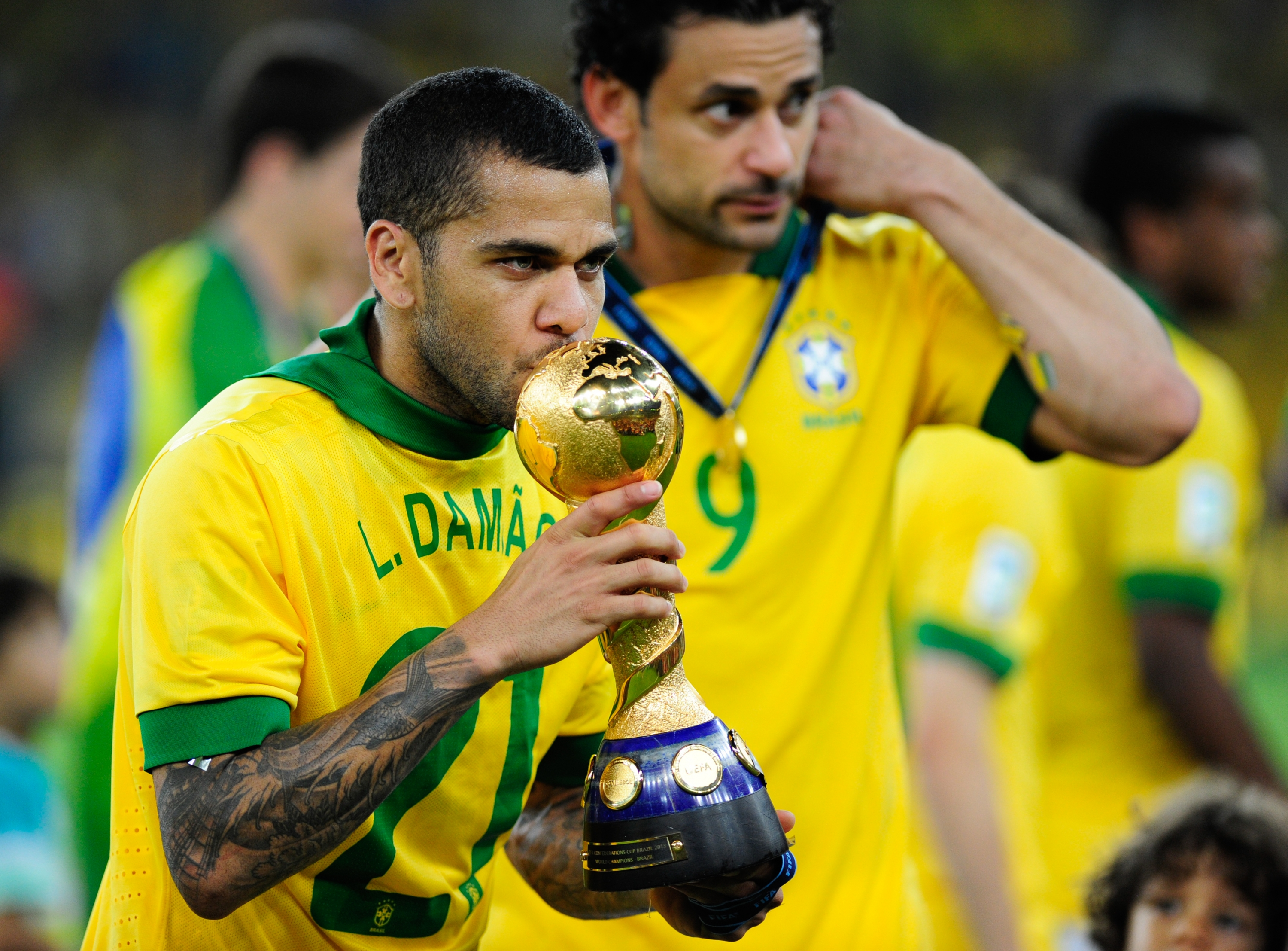
Dani Alves nach dem Gewinn des Confed-Cups (2013)

- Copa-América-Sieger (2): 2007, 2019
- Confed-Cup-Sieger (2): 2009, 2013
- Olympiasieger: 2021
- U20-Weltmeister: 2003

### Vereine
International

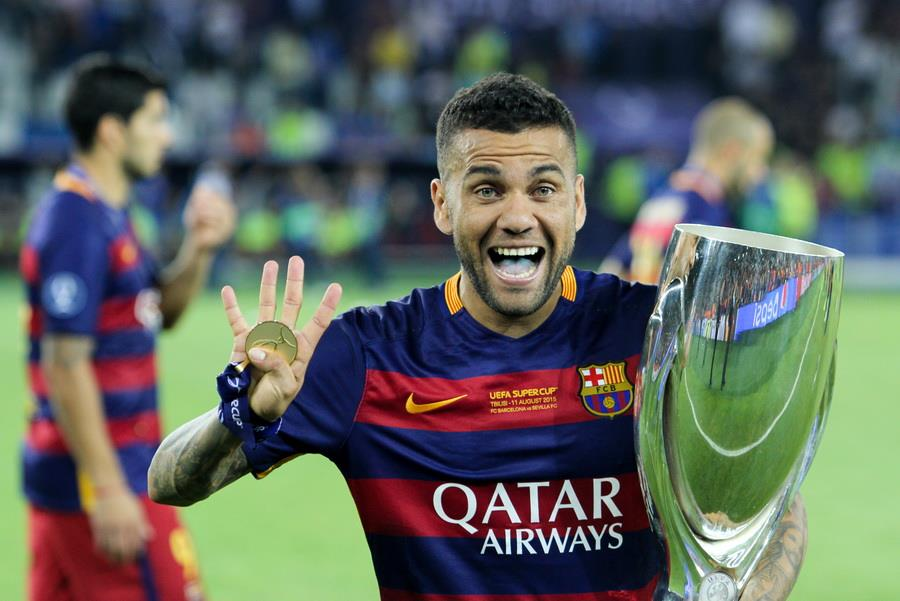
Dani Alves nach dem Gewinn seines vierten UEFA Super Cups (2015)

- Champions-League-Sieger (3): 2009, 2011, 2015
- UEFA-Cup-Sieger (2): 2006, 2007
- Klub-Weltmeister (3): 2009, 2011, 2015
- UEFA-Super-Cup-Sieger (4): 2006 (FC Sevilla), 2009, 2011, 2015 (alle FC Barcelona)

Brasilien
- Staatsmeister von São Paulo: 2021
- Staatsmeister von Bahia: 2001
- Copa-do-Nordeste-Sieger (2): 2001, 2002

Spanien
- Meister (6): 2009, 2010, 2011, 2013, 2015, 2016
- Pokalsieger (5): 2007 (FC Sevilla), 2009, 2012, 2015, 2016 (alle FC Barcelona)
- Supercupsieger (5): 2007 (FC Sevilla), 2009, 2010, 2011, 2013 (alle FC Barcelona)

Italien
- Meister: 2017
- Pokalsieger: 2017

Frankreich
- Meister (2): 2018, 2019
- Pokalsieger: 2018
- Ligapokalsieger: 2018
- Supercupsieger (2): 2017, 2018

## Auszeichnungen
- Wertvollster Spieler des UEFA-Cups: 2006
- Wertvollster Spieler des UEFA-Supercups: 2006
- UEFA Team of the Year: 2007, 2009, 2011, 2015, 2017
- FIFA/FIFPro World XI: 2009, 2011, 2012, 2013, 2015, 2016, 2017
- Bester Verteidiger der spanischen Liga: 2009
- Team des Jahres der Serie A: 2017
- Copa América 2019: Mannschaft des Turniers[58]